# Cymodusa cruentata
Cymodusa cruentata är en stekelart som först beskrevs av Johann Ludwig Christian Gravenhorst 1829.  Cymodusa cruentata ingår i släktet Cymodusa och familjen brokparasitsteklar. Arten är reproducerande i Sverige.

## Underarter
Arten delas in i följande underarter:
- C. c. frisiaca
- C. c. holmgreni